# 2013年5月26日至5月31日龍捲風大爆發
2013年5月26日至5月31日龍捲風大爆發為美國一次長期和大範圍地龍捲風大爆發事件，這次大爆發所經過的路徑雖然緩慢但是威力強大的風暴，其中主要龍捲風受災地區位在北美大平原，特別是堪薩斯州與奧克拉荷馬州等地；另外在內布拉斯加州和密西根州也因為強烈龍捲風造成嚴重的破壞，甚至這次龍捲風災情還影響至紐約州。這次龍捲風大爆發一共出現10次的龍捲風（其中有9個位在奧克拉荷馬州與阿肯色州），並且造成共27人死亡。

## 外部連結
- （英文） NOAA National Weather Service（页面存档备份，存于）
- （英文） NOAA/NWS Storm Prediction Center（页面存档备份，存于）